# ジェームズ・クラーク (事業家)
ジム・クラーク（James H. Clark、1944年3月23日 - ）は、アメリカ合衆国の実業家。

## 来歴
テキサス州プレインビュー生まれ。カリフォルニア大学で、次にスタンフォード大学で教鞭をとった。専門は3Dのビジュアライゼーションとコンピュータ・グラフィックスだった。起業家としては3社を上場させた。
1982年、学生たちとともにシリコングラフィックス（SGI）を創業した（SGIは1990年に上場、2006年に連邦倒産法第11章の適用を申請。その後Rackable Systemsに買収された）。
1993年、新しい事業を打ち立てるに際してマーク・アンドリーセンらの作ったブラウザMosaicに魅せられ、すぐに彼にメールを送った。この後、モザイクコミュニケーションズを創業した。後に、社名をネットスケープコミュニケーションズとし、1995年に上場、1998年にAOLに吸収合併された。
1996年、ヘルシオン（医療ソフトサービス会社）を創業した。1999年2月に上場し、1999年5月にマイクロソフトが出資していたWebMDと合併した。
2009年　和歌山県太地町で行われているイルカ追い込み漁を批判的に描いたドキュメンタリー映画『ザ・コーヴ （The Cove）』に500万ドルを出資した。

## 人物
YouTubeの創設者の1人であるチャド・ハーリーは義理の息子。
2008年に、オーストラリアのファッションモデル、クリスティー・ハインズと結婚したとの報道があった。

## 影響
ピーター・ティールはクラークから影響を受けたと言われている。マックス・チャフキンは1990年代後半のティールについて「ティールが自分のキャリアの次のフェーズの目標としたのはアンドリーセンではなく、クラークのような生き方だった。ITの申し子ではなく、そのオタクたちの背後にいる投資家になることだった」と指摘している。